# Сошниковка
Сошниковка — деревня в Вадинском районе Пензенской области России. Входит в состав Татаро-Лакинского сельсовета.

## География
Деревня находится в северо-западной части Пензенской области, в пределах восточной окраины Окско-Донской низменности, в лесостепной зоне, на берегах реки Чиуш, на расстоянии примерно 11 километров (по прямой) к северо-северо-западу (NNW) от Вадинска, административного центра района. Абсолютная высота — 170 метров над уровнем моря.
Климат
Климат характеризуется как умеренно континентальный. Средняя температура воздуха самого холодного месяца (января) составляет −11,5 °C (абсолютный минимум — −44 °С); самого тёплого месяца (июля) — 19,5 °C (абсолютный максимум — 38 °С). Продолжительность безморозного периода составляет 133 дня. Годовое количество атмосферных осадков — 467 мм. Снежный покров держится в среднем 141 день.

## История
Упоминается в 1721 году как деревня солдата Власа Алексеева с товарищами. В 1728 году являлась владением дворянина Феклиста Федоровича Богатырева. С 1780 года вошло в состав Керенского уезда Пензенской губернии. Жители являлись прихожанами храма во имя Дмитрия Солунского, располагавшегося в селе Выборное. По данным на 1782 год деревня Сошниковка находилась в собственности у Фомы Степановича Фаюстова и других однодворцев и была частью городской дачи города Керенска.
По состоянию на 1911 год в Лесной Крутовке, относившейся к Выборновской волости Керенского уезда, имелись: одно крестьянское общество и 121 двор. Население деревни того периода составляло 830 человек. По данным 1955 года в Сошниковке располагалась бригада колхоза имени Ленина.

## Население
| 2010 |
| ---- |
| 37   |

Половой состав
По данным Всероссийской переписи населения 2010 года в гендерной структуре населения мужчины составляли 45,9 %, женщины — соответственно 54,1 %.
Национальный состав
Согласно результатам переписи 2002 года, в национальной структуре населения русские составляли 100 % из 44 чел.

## Улицы
Уличная сеть деревни состоит из одной улицы (ул. Пролетарская).